# دونل بينيت
دونل بينيت (بالإنجليزية: Donnell Bennett)‏ هو لاعب كرة قدم أمريكية أمريكي، ولد في 14 سبتمبر 1972 في فورت لودرديل في الولايات المتحدة.

## وصلات خارجية
- دونل بينيت على موقع مرجع كرة القدم المحترفة.كوم (الإنجليزية)